# 罗唐日
罗唐日（法語：Rotangy，法語發音：[ʁɔtɑ̃ʒi]）是法国瓦兹省的一个市镇，属于博韦区。

## 地理
罗唐日（49°34'57"N, 2°4'58"E）面积9.78 平方千米，位于法国上法蘭西大區瓦兹省，该省份为法国北部内陆省份，北起索姆省，西接厄尔省和滨海塞纳省，南至塞纳-马恩省和瓦兹河谷省，东临埃纳省。
与罗唐日接壤的市镇（或旧市镇、城区）包括：欧希拉蒙塔涅、布利库尔、大克雷沃克尔、弗朗卡斯泰勒、吕希。

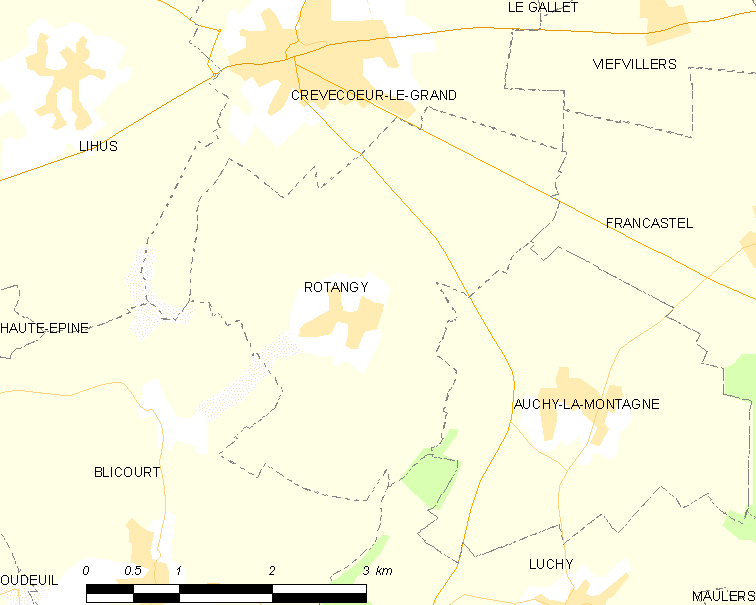
罗唐日的OSM定位图

罗唐日的时区为UTC+01:00、UTC+02:00（夏令时）。

## 行政
罗唐日的邮政编码为60360，INSEE市镇编码为60549。

## 政治
罗唐日所属的省级选区为圣瑞斯特昂绍塞县。

## 人口

1962-2008年间罗唐日人口变化图示

罗唐日于2022年1月1日时的人口数量为233人。